# Іван Колев
Іван Колев (болг. Иван Колев; нар. 15 вересня 1863, Баннівка, Бессарабія — пом. 29 липня 1917, Відень) — болгарський воєначальник, генерал-лейтенант (1917).

## Освіта
Закінчив Болградську гімназію в українській Бессарабії. З 1884 служив помічником секретаря, а потім секретарем Софійського окружного суду. Добровольцем вступив в Учнівський легіон, який брав участь в Сербсько-болгарській війні 1885. Закінчив Військове училище в Софії (1887), Військову академію в Турині (Італія; 1894).

## Військова служба
У 1887 вступив на службу в 3-й кінний полк, в 1894-1896 служив старшим ад'ютантом 1-ї піхотної дивізії. Потім займав посади офіцера з особливих доручень при кавалерійській дивізії, ад'ютанта кавалерійської дивізії, старшого ад'ютанта і начальника штабу кавалерійської інспекції, помічника командира лейб-гвардії кінного полку. У 1907-1908 стажувався в армії Австро-Угорщини.
З 1908 — командир лейб-гвардії кінного полку.
У 1912, на початку Першої Балканської війни, був начальником штабу укріпленого пункту Ямбол, з жовтня — офіцер для доручень при штабі діючої армії, з листопада 1912 виконував обов'язки начальника штабу 3-ї армії. З 21 травня 1913 (у тому числі під час Другої Балканської війни) був начальником штабу 5-ї армії. З 21 жовтня 1913 — командир 1-ї кавалерійської бригади, з жовтня 1914 — начальник штабу 10-ї піхотної дивізії.

## Участь у Першій світовій війні
2 серпня 1915 був підвищений до звання генерал-майора. Під час Першої світової війни, з травня 1916 був інспектором кавалерії і командиром 1-ї кавалерійської дивізії. Під його командуванням дивізія взяла участь в успішному наступі 3-ї армії в Добруджі. Брав участь в боях при Куртбунаре, Кочмар, Карапеліт, Добрич, Топрахісаре, Текиргел, Кюстенджі, Чорна воде і Мечин, борючись проти російських, сербських і румунських військ.
Генерал Колев проявив себе вправним кавалерійським начальником, хорошим тактиком, намагався берегти життя своїх підлеглих (за три місяці боїв в дивізії загинули 189 осіб і були поранені 965, що значно менше втрат інших болгарських військових частин). Весь цей час генерал переносив військові тяготи разом з особовим складом дивізії, беручи участь в бойових діях на своєму чорному коні Пирині.
Тяжко захворів і в травні 1917 поїхав на лікування до Відня, де помер. За день до смерті 28 липня 1917, отримав звання генерал-лейтенанта.
Його останки були перенесені в Софію, де і поховані. Німецький фельдмаршал Август фон Макензен, який командував військами Центральних держав на Балканах, порівнював Колева з Фрідріхом Великим, який також був відомим кавалеристом. Колев відомий як «батько болгарської кінноти».

## Пам'ять про генерала Колева
На честь Івана Колева названі два болгарських села Генерал-Колево (в областях Варна і Добрич), встановлена пам'ятна плита в Добричі. Йому присвячено вірш Івана Вазова «Добруджанська кіннота». У 2007 був створений цивільний комітет зі спорудження пам'ятника генералу Колеву, який очолив директор Інституту історії Болгарської академії наук Георгі Марков.

## Звання
- З 27 квітня 1887 — підпоручик.
- З 18 травня 1890 — поручик.
- З 2 серпня 1894 — ротмістр.
- ? — майор.
- З 14 лютого 1904 — підполковник.
- З 15 жовтня 1908 — полковник.
- З 2 серпня 1915 — генерал-майор.
- З 28 липня 1917 — генерал-лейтенант.

## Нагороди
- Орден «За хоробрість» ІІ і ІІІ ступенів, 1-го і 2-го класу.
- Орден Святого Олександра ІІІ ступеня з мечами.
- Орден «За військові заслуги» IV ступеня і 5-го класу на військовій стрічці.
- Орден «За заслуги» на звичайній стрічці.
- Залізний хрест ІІ класу (Німеччина).